# Shimadzu All Japan Indoor Tennis Championships
O Shimadzu All Japan Indoor Tennis Championships foi uma competição de tênis masculino, de nível ATP Challenger Tour, de 1997 a 2018 em piso de carpete, em Kyoto, Japão. A partir de 2019, esse torneio passou a fazer parte do Circuito feminino da ITF, passando a ser portanto um torneio feminino.

## Edições femininas

### Simples
| Ano  | Campeã                                  | Vice-Campeã                             | Placar                                  |
| ---- | --------------------------------------- | --------------------------------------- | --------------------------------------- |
| 2022 | Miyu Kato                               | Yuriko Miyazaki                         | 6–4, 2–6, 6–2                           |
| 2021 | Cancelado devido à pandemia de COVID-19 | Cancelado devido à pandemia de COVID-19 | Cancelado devido à pandemia de COVID-19 |
| 2020 | Xun Fangying                            | Indy de Vroome                          | 3–6, 6–3, 7–6(8–6)                      |
| 2019 | Ylena In-Albon                          | Zhang Kailin                            | 6–2, 6–3                                |

### Duplas
| Ano  | Campeãs                                 | Vice-Campeãs                            | Placar                                  |
| ---- | --------------------------------------- | --------------------------------------- | --------------------------------------- |
| 2022 | Liang En-shuo Wu Fang-hsien             | Momoko Kobori Luksika Kumkhum           | 2–6, 7–6(7–5), [10–2]                   |
| 2021 | Cancelado devido à pandemia de COVID-19 | Cancelado devido à pandemia de COVID-19 | Cancelado devido à pandemia de COVID-19 |
| 2020 | Erina Hayashi Moyuka Uchijima           | Hsieh Yu-chieh Minori Yonehara          | 7–5, 5–7, [10–6]                        |
| 2019 | Eri Hozumi Moyuka Uchijima              | Chen Pei-hsuan Wu Fang-hsien            | 6–4, 6–3                                |

## Edições masculinas

### Simples
| Ano  | Campeão           | Vice-Campeão        | Placar             |
| ---- | ----------------- | ------------------- | ------------------ |
| 2018 | John Millman      | Jordan Thompson     | 7–5, 6–1           |
| 2017 | Yasutaka Uchiyama | Blaž Kavčič         | 6–3, 6–4           |
| 2016 | Yūichi Sugita     | Zhang Ze            | 5–7, 6–3, 6–4      |
| 2015 | Michał Przysiężny | John Millman        | 6–3, 3–6, 6–3      |
| 2014 | Martin Fischer    | Tatsuma Ito         | 3–6, 7–5, 6–4      |
| 2013 | John Millman      | Marco Chiudinelli   | 4–6, 6–4, 7–6(7–2) |
| 2012 | Tatsuma Ito       | Malek Jaziri        | 6–7(5–7), 6–1, 6–2 |
| 2011 | Dominik Meffert   | Cedrik-Marcel Stebe | 4–6, 6–4, 6–2      |
| 2010 | Yuichi Sugita     | Matthew Ebden       | 4–6, 6–4, 6–1      |
| 2009 | Sergei Bubka      | Takao Suzuki        | 7–6(6), 6–4        |
| 2008 | Go Soeda          | Matthias Bachinger  | 7–6(0), 2–6, 6–4   |
| 2007 | Takao Suzuki      | Dieter Kindlmann    | 2–6, 7–5, 6–1      |
| 2006 | Nicolas Mahut     | Yen-hsun Lu         | 6–4, 6–1           |
| 2005 | Robin Vik         | Pavel Snobel        | 6–4, 6–4           |
| 2004 | Michal Tabara     | Yen-hsun Lu         | 7–6(5), 4–3 ret.   |
| 2003 | Michal Tabara     | Noam Behr           | 6–2, 6–2           |
| 2002 | Takao Suzuki      | Mario Ancic         | 6–7(4), 6–2, 6–2   |
| 2001 | John van Lottum   | Michael Kohlmann    | 6–7(3), 6–4, 7–5   |
| 2000 | Kevin Ullyett     | Arvind Parmar       | 6–7(3), 6–4, 6–4   |
| 1999 | Julian Knowle     | Gouichi Motomura    | 6–1, 6–2           |
| 1998 | Michael Kohlmann  | Steve Campbell      | 7–6, 3–6, 6–3      |
| 1997 | Carsten Arriens   | Mahesh Bhupathi     | 3–6, 6–2, 7–6      |

### Duplas
| Ano  | Campeões                              | Vice-Campeões                     | Placar                |
| ---- | ------------------------------------- | --------------------------------- | --------------------- |
| 2018 | Luke Saville Jordan Thompson          | Go Soeda Yasutaka Uchiyama        | 6–3, 5–7, [10–6]      |
| 2017 | Sanchai Ratiwatana Sonchat Ratiwatana | Ruben Bemelmans Joris De Loore    | 4–6, 6–4, [10–7]      |
| 2016 | Gong Maoxin Yi Chu-huan               | Go Soeda Yasutaka Uchiyama        | 6–3, 7–6(9–7)         |
| 2015 | Benjamin Mitchell Jordan Thompson     | Go Soeda Yasutaka Uchiyama        | 6–3, 6–2              |
| 2014 | Purav Raja Divij Sharan               | Sanchai Ratiwatana Michael Venus  | 5–7, 7–6(7–3), [10–4] |
| 2013 | Purav Raja Divij Sharan               | Chris Guccione Matt Reid          | 6–4, 7–5              |
| 2012 | Sanchai Ratiwatana Sonchat Ratiwatana | Hsieh Cheng-peng Lee Hsin-han     | 7–6(9–7), 6–3         |
| 2011 | Dominik Meffert Simon Stadler         | Andre Begemann James Lemke        | 7–5, 2–6, [10–7]      |
| 2010 | Martin Fischer Philipp Oswald         | Divij Sharan Vishnu Vardhan       | 6–1, 6–2              |
| 2009 | Aisam-ul-Haq Qureshi Martin Slanar    | Tatsuma Ito Takao Suzuki          | 6–7(7), 7–6(3), 10–6  |
| 2008 | Dieter Kindlmann Martin Slanar        | Hiroki Kondo Go Soeda             | 6–1, 7–5              |
| 2007 | Sanchai Ratiwatana Sonchat Ratiwatana | Rajeev Ram Bobby Reynolds         | 6–4, 6–3              |
| 2006 | Alun Jones Jonathan Marray            | Prakash Amritraj Rohan Bopanna    | 6–4, 3–6, 14–12       |
| 2005 | Pavel Snobel Michal Tabara            | Joji Miyao Atuso Ogawa            | 6–2, 6–7(4), 7–5      |
| 2004 | Rik de Voest Fred Hemmes, Jr.         | Yen-hsun Lu Jason Marshall        | 6–3, 6–7(8), 6–4      |
| 2003 | Amir Hadad Andy Ram                   | Jan Hajek Yeu-tzuoo Wang          | 3–6, 6–3, 6–1         |
| 2002 | Tuomas Ketola Alexander Waske         | Mario Ancic Lovro Zovko           | 6–4, 6–4              |
| 2001 | Noam Behr Noam Okun                   | Kelly Gullett Brandon Hawk        | 6–3, 7–5              |
| 2000 | Martin Hromec Tom Spinks              | Yaoki Ishii Satoshi Iwabuchi      | 6–4, 7–6(5)           |
| 1999 | Julian Knowle Lorenzo Manta           | Giorgio Galimberti Hyung-taik Lee | 6–1, 6–7, 6–2         |
| 1998 | Takao Suzuki Kevin Ullyett            | Oscar Ortiz Maurice Ruah          | 4–6, 6–1, 6–4         |
| 1997 | Mahesh Bhupathi Wayne Black           | Satoshi Iwabuchi Takao Suzuki     | 6–4, 6–7, 6–1         |